# كلارنس برستون غيليت
كلارنس برستون غيليت (بالإنجليزية: Clarence Preston Gillette)‏ هو عالم حشرات أمريكي، ولد في 7 أبريل 1859 في ميشيغان في الولايات المتحدة، وتوفي في 4 يناير 1941.